# 1899 год в литературе

## События
- 6 июня отмечалось 100-летие со дня рождения великого русского поэта Александра Сергеевича Пушкина.[1]

## Книги
- «Воскресение» — роман Л. Н. Толстого.
- «Большой шлем» —  рассказ Л. Н. Андреева
- «Дама с собачкой» —  А. П. Чехова.
- «Дантон» — пьеса Ромена Роллана.
- «Двадцать шесть и одна» — поэма Максима Горького.
- «Душечка» — рассказ А. П. Чехова.
- «Завещание чудака» — произведение Жюля Верна.
- «Когда Спящий проснётся» — роман Герберта Уэллса (первая редакция, вторая — в 1910-м).
- «Ласточка» — «колониальный» роман Генри Райдера Хаггарда.
- «Накипь» — комедия П. Д. Боборыкина.
- «Основы XIX века» — книга Хьюстона Чемберлена, в которой он обосновывал свои взгляды о превосходстве «арийской расы».
- «Падающие звёзды» — роман Д. Н. Мамина-Сибиряка.
- «Песня о Соколе» — поэма в прозе Максима Горького.
- «По делам службы» — рассказ А. П. Чехова.
- «По Уралу» — очерки Д. Н. Мамина-Сибиряка.
- «Сад пыток» — роман Октава Мирбо.
- «Сердце тьмы» — повесть Джозефа Конрада (впервые опубликована в 1902 году).
- «Сталки и компания» — книга Редьярда Киплинга о жизни мальчиков в английской частной школе-интернате.
- «Торжество разума» — пьеса Ромена Роллана.
- «Фома Гордеев» — повесть[2] Максима Горького.

## Родились
- 3 февраля — Лао Шэ, китайский прозаик, драматург, публицист (умер в 1966).
- 24 февраля — Жак Прессер, нидерландский историк, писатель и поэт (ум. 1970).
- 22 апреля — Владимир Владимирович Набоков, русский писатель (умер в 1977).
- 3 марта — Юрий Олеша, русский писатель (умер в 1960).
- 22 марта — Илья Сельвинский, русский поэт (умер в 1968).
- 31 мая — Леонид Леонов, русский советский писатель (умер в 1994).
- 7 июня — Элизабет Боуэн, англо-ирландская писательница (умерла в 1973).
- 11 июня — Кавабата Ясунари, японский писатель (умер в 1972).
- 21 июля — Эрнест Хемингуэй, американский писатель, лауреат Нобелевской премии по литературе 1954 года (умер в 1961).
- 22 августа — Ирэна Тувим , польская писательница, поэтесса, переводчица (умерла в 1987).
- 24 августа — Хорхе Луис Борхес, аргентинский прозаик, поэт и публицист (умер в 1986).
- 1 сентября — Андрей Платонов, русский писатель (умер в 1951).
- 25 сентября — Баймагамбет Изтолин, казахский поэт (умер в 1921)[3].
- 3 октября — Константин Вагинов, русский поэт, писатель (умер в 1934).
- 19 октября — Мигель Анхель Астуриас, гватемальский писатель и дипломат, лауреат Нобелевской премии по литературе (1967) (умер в 1974).
- 27 декабря — Ласгуш Порадеци, албанский поэт, переводчик (умер в 1987).
  - Арун Кумар Чанда, писатель Бенгалии (умер в 1947).

## Умерли
- 2 августа — Наталья Петровна Грот, русская писательница (родилась в 1828).
- 27 августа — Эмануэль Гиель, бельгийский поэт (родился в 1834).
- 22 декабря 1898 (3 января 1899) — Дмитрий Васильевич Григорович, русский писатель и искусствовед (родился в 1822).
- 16 ноября — Винцас Кудирка, литовский композитор, поэт, автор литовского национального гимна (родился в 1858).
- 27 ноября — Гвидо Гезелле, фламандский поэт и филолог (родился в 1830).
- Людомир-Людвик Щербович-Вечор, польский писатель (род. в 1842).